# Rue de la Bourse (Lyon)
Pour les articles homonymes, voir Rue de la Bourse.
La rue de la Bourse est une voie du quartier des Cordeliers à la jonction des 1er et 2e arrondissements de Lyon, en France. D'orientation nord-sud, elle prolonge la rue du Garet au nord, perpendiculairement à la rue du Bât-d'Argent, et aboutit au sud place des Cordeliers, dans le 2e arrondissement, face à l'église Saint-Bonaventure. Le sens de circulation de cette voie routière s'effectue du sud vers le nord, contrairement au sens des numéros de rue qui vont du nord au sud.

## Origine du nom
La rue tire son nom du Palais de la Bourse, construit entre 1855 et 1862 par René Dardel, et situé dans la partie au sud de la rue.

## Histoire
Jusqu'au milieu du XIXe siècle, la rue actuelle est composée de deux voies différentes au nord et au sud de la rue Gentil. Ces deux voies ne sont pas dans le même alignement.
La partie sud suivait un axe différent de la rue actuelle. Elle partait de la place des Cordeliers, mais partait en biais et rejoignait la rue Gentil au niveau de l'actuel no 12. Le site est occupé dès l'époque romaine. La voie, nommée rue Buisson, semble avoir été tracée à la fin XIIe siècle ou au début du XIIIe siècle,,,. À la fin du XVIIIe siècle, un célèbre restaurant à viande s'installa dans la rue.
La partie nord de la rue suit dès l'origine l'axe actuel. Mais elle est constituée de deux espaces : entre la rue du Bât-d'Argent et la rue Neuve, une rue proche de la largeur actuelle et nommée place du Collège ou du Lycée ; entre la rue Neuve et la rue Gentil, une rue beaucoup plus étroite, nommée rue Meinier ou Meynier, puis rue Treize-Pas. Au XVIIe siècle, la section longeant le Collège de la Trinité fut nommée rue Henri de 1526 à 1528, en hommage au vicaire de la paroisse Saint Paul, Henri Guillermet. En 1528, la partie nord de la rue a été ouverte et reçut le nom de rue du Baronnat, suivant le nom de l'un des propriétaires des terres, puis a été nommée rue du Vert-Galant, d'après une enseigne au numéro 13. 
Un collège fut créé en 1519 par les membres de la Confrérie de la Trinité, devenant en 1527 le Collège de la Trinité, avec William Durand comme premier directeur. Le 1er mai 1565, il a été transformé en compagnie des Jésuites. En 1607, le nouveau collège, le Collège-lycée Ampère, a été construit d'après les plans d'Étienne Martellange, et l'archevêque Denis-Simon de Marquemont a béni la pose de la première pierre. Après avoir été agrandi en 1619 et détruit par un incendie en 1644, il a été donné aux Oratoriens en 1763.
Dans le cadre du percement de la rue Impériale (actuellement rue de la République), la rue est complètement réaménagée. La rue Buisson est supprimée et remplacée par une nouvelle voie dans l'alignement de la rue du Collège. La portion de la rue du Collège entre les rues Neuve et Gentil est élargie. Les deux voies désormais réunies sont baptisées rue de la Bourse. Les immeubles ont été construits par les principaux entrepreneurs de la rue Impériale (actuellement rue de la République), qui étaient au nombre de 58, réunis dans la société sous la direction de Guigue. À l'époque, l'architecture de la rue a été réalisée par Échernier qui était le gérant. Les seuls bâtiments antérieurs au XIXe siècle conservés sont ceux du collège-lycée Ampère.

## Architecture
Les longues façades des bâtiments sont étirées dans un processus répétitif. Au numéros 29-31 se trouve la Chapelle de la Trinité, une église de style baroque construite au XVIIe siècle.
À l'ouest, la maison avec un grand tambour gravé au-dessus de la porte, dans laquelle vécu le célèbre révolutionnaire Marie Joseph Chalier, a été construite en 1670 ; ensuite il y a des bâtiments construits principalement dans les années 1850. En face d'eux, à l'angle avec la rue Gential, se dresse un immeuble de la Caisse d'épargne de Rhône-Alpes, fondée sous la direction de Charvet le 11 septembre 1822, à l'origine située au rez-de-chaussée de l'Hôtel de Ville de Lyon puis déplacée en 1859. En face de la Caisse d'épargne, on peut voir deux femmes en imposte réalisées par Bellemain en 1903, ainsi qu'une fontaine en granit noir.
Au numéro 2 se trouve un panneau sculpté au-dessus de la porte avec les mots "Au grand tambour". La façade du numéro 2 sur la place a été réalisée par Bresson, et les cariatides par Guillaume Bonnet.